# Małgorzata Komorowska
Małgorzata Komorowska (ur. 9 czerwca 1939 w Warszawie) – muzyk i polonistka, badaczka dziejów polskiej kultury muzycznej, życia operowego i biografii artystów, publicystka, recenzentka, komentatorka koncertów.

## Życiorys
W dzieciństwie pobierała lekcje gry na fortepianie u Haliny Kukiel, w jej klasie ukończyła podstawową szkołę muzyczną (1954). Ukończyła średnią szkołę muzyczną w klasie fortepianu Wandy Łosakiewicz. 
Absolwentka Wydziału Filologii Polskiej na Uniwersytecie Warszawskim (1962, magisterium u Jana Kotta) i Wydziału Wychowania Muzycznego (obecnie Edukacji) w Państwowej Wyższej Szkole Muzycznej w Warszawie (obecnie Uniwersytet Muzyczny Fryderyka Chopina) (1964, magisterium u Pawła Beylina).
Po ukończeniu studiów była nauczycielką przedmiotu wychowanie muzyczne w Szkole Podstawowej nr 15 w Warszawie na Saskiej Kępie (1964-1971), następnie instruktorką w Młodzieżowym Domu Kultury „Żoliborz” (1971-1978). Jednocześnie prowadziła chóry: pracowników PSS Społem w Grójcu (1964-1968) i akademicki SGPiS (jako asystentka Wita Zawirskiego).
Wykładała w Studium Nauczycielskim i na Wydziale Pedagogicznym Uniwersytetu Warszawskiego. 
Od 1982 roku wykładała na Akademii Muzycznej im. Fryderyka Chopina w Warszawie (obecnie UMFC), w latach 2003-2009 na stanowisku profesora nadzwyczajnego.  
W latach 1985–1992 była pracownikiem Instytutu Sztuki Polskiej Akademii Nauk, uzyskała tam stopień doktora hauk humanistycznych w zakresie historii teatru (1988 – promotor Michał Bristiger) i stopień doktora habilitowanego (1998). 
Stypendystka Ministerstwa Kultury i Fundacji Kościuszkowskiej. 
W latach 2003–2006 była członkiem Rady Naukowej ISPAN, współpracuje tam z Redakcją Słownika Biograficznego Teatru Polskiego (t. 2. 1994, t. 3. 2016) jako autorka ok. 400 biogramów artystów z dziedziny teatru muzycznego i kierowniczka grantów.
Była komentatorką koncertów organizowanych przez WTM, SPAM, Krajowe Biuro Koncertowe, Referat ds. Kultury Urzędu Dzielnicy Ursynów (cykl Koncerty na Ursynowie, 1996-2006), Impresariat Mazowieckiego Instytutu Kultury (m.in. cykl "Mazowsze w koronie", 2001-2014). 
Od 2011 roku jest członkiem kapituły muzycznej Nagrody im. Cypriana Kamila Norwida przyznawanej rokrocznie przez samorząd województwa mazowieckiego.  
W latach 2012–2014 była koordynatorem ds. digitalizacji archiwaliów operowych w Teatrze Wielkim – Operze Narodowej.

## Publikacje
Jest autorką wielu książek o tematyce muzycznej.  
Od 1965 roku liczne  publikacje w prasie specjalistycznej (Teatr, 1969–1987, Dialog, Wychowanie muzyczne w szkole, Taniec, Théâtre en Pologne, www.teatralny.pl) i w periodykach społeczno-kulturalnych (Przekrój, nowojorski Przegląd Polski); nieprzerwanie w dwutygodniku (obecnie miesięcznik) Ruch Muzyczny – również w wydawnictwach zbiorowych (leksykony, encyklopedie), na portalach internetowych (www.taniecpolska.pl, www.teatrwielki.pl, portalu Maestro) oraz udział w sesjach naukowych i konferencjach muzykologicznych, teatrologicznych i interdyscyplinarnych w kraju (Duszniki, Wrocław, Poznań, Warszawa, Stawisko, Katowice) i za granicą (Innsbruck, Bolton Landing i Nowy Jork, Ankara). 

## Inne
W latach 1955–1956 była aktorką prywatnego teatru poetów i malarzy - Teatru na Tarczyńskiej (tytułowa rola w Narodzinach Afrodyty L.E. Stefańskiego, obok Mirona Białoszewskiego w roli Igraszka). 
Córka, Malina Sarnowska (ur. w 1972) skrzypaczka, pracuje w Dziale Edukacji Filharmonii Narodowej; jest prelegentką i autorką programów koncertów dla dzieci i młodzieży (cykle Poranki i Popołudnia dla Małych Melomanów, Koncerty dla Dzieci).

## Ważniejsze publikacje książkowe
- Orkiestra dziecięca cz. I i II (PZWS, Warszawa, 1977 i 1978);
- Zaproszenie do muzyki (PZWS, Warszawa, 1973, II wyd. zmienione 1987);
- Szymanowski w teatrze, Warszawa 1992[3];
- Teatry muzyczne Drugiej Rzeczypospolitej, Warszawa 1997;
- Kronika teatrów muzycznych PRL lipiec 1944–czerwiec 1989, Poznań 2003;
- Za kurtyną lat. Polskie teatry operowe i operetkowe 1918–1939, Kraków 2008;
- Marcella Sembrich-Kochańska. Życie i śpiew (z płytą CD), Errata, Warszawa 2008[4];
- Jerzy Semkow. Magia batuty, Akademia Muzyczna w Łodzi, Łódź 2014;
- Uwikłana w historię. Opera w Teatrze Wielkim w Warszawie, wyd. Teatr Wielki – Opera Narodowa, Warszawa 2015;
- Ludzie teatru. Na scenie i na zapleczu (TW-ON, Warszawa 2015);
- Marcella Sembrich-Kochańska. Artystka świata (wersja rozszerzona, współautor: Juliusz Multarzyński), Multart, Warszawa 2016.